# Codonorchis
Codonorchis is een klein geslacht uit de orchideeënfamilie en de onderfamilie Orchidoideae.
Het geslacht telt slechts twee soorten, beiden uit het Neotropisch gebied.

## Naamgeving en etymologie
- Engels: Dog orchid

De botanische naam Codonorchis is afkomstig van het Oudgriekse 'kōdōn' (klok) en 'orchis', (teelbal, maar ook de algemene naam van orchideeën), wat betrekking heeft op de kroonbladen die tot een klokvormige buis zijn gevormd.

## Kenmerken
Codonorchis zijn terrestrische orchideeën. Het zijn kleine, tere planten een vingervormige wortelknol, en een bloemstengel met meerdere bladeren en één solitaire bloem. De kroonbladen vormen een klokvormige buis. De bloem heeft een lang, slank gynostemium met één enkel viscidium en niet-gedeelde pollinia.

## Habitat en verspreiding
Codonorchis zijn planten van schaduwrijke plaatsen in montane loofbossen uit gematigde en subtropische streken van het Neotropisch gebied: Chili, Brazilië en Argentinië. In Vuurland en de Falklandeilanden groeien ze eveneens in ruigtes.

## Taxonomie
Het geslacht telt slechts twee soorten.
- Codonorchis canisioi Mansf. (1936)
- Codonorchis lessonii (d'Urv.) Lindl. (1840)

Subclade: 

Tribus: Codonorchideae

Geslacht: Codonorchis

Tribus: Diseae 

Subtribus: Brownleeinae · Coryciinae · Disinae · Huttonaeinae · Satyriinae 

Tribus: Orchideae 

Subtribus: Habenariinae · Orchidinae 

Subclade: 

Tribus: Cranichideae 

Subtribus: Cranichidinae · Galeottiellinae · Goodyerinae · Manniellinae · Megastylidinae · Pachyplectroninae · Prescottiinae · Pterostylidinae · Spiranthinae 

Tribus: Diurideae 

Subtribus: Chloraeinae · Acianthinae · Caladeniinae · Cryptostylidinae · Diuridinae · Drakaeinae · Prasophyllinae · Thelymitrinae 